# John R. Paxton
John Richard Paxton (* 16. Januar 1938 in Los Angeles, Kalifornien; † 29. Oktober 2023 in Sydney, New South Wales) war ein in den Vereinigten Staaten geborener australischer Ichthyologe, der die längste Zeit seiner Karriere am Australian Museum verbrachte. Sein Forschungsschwerpunkt galt den Laternenfischen (Familie Myctophidae) und anderen Tiefseefischen.

## Leben
Paxton war der Sohn von John Paxton und Janet Hall. Nach seinem Highschool-Abschluss schrieb er sich an der University of Southern California (USC) ein, wo er 1960 einen Bachelor of Arts in Zoologie erwarb. 1965 graduierte er unter der Leitung von Jay Mathers Savage mit der Arbeit An ecological analysis of distribution for the lanternfishes (family Myctophidae) of the San Pedro basin, California über die Ökologie und vertikale Verbreitung von Laternenfischen in einem Tiefseebecken vor Südkalifornien zum MSc. 1968 wurde er ebenfalls unter der Leitung von Savage mit der Dissertation Evolution in the oceanic midwaters: comparative osteology and relationships of the lanternfishes (family Myctophidae) über die Osteologie und Evolutionsgeschichte von Laternenfischen zum Ph.D. an der USC promoviert. Im Februar desselben Jahres wanderte Paxton nach Australien aus, wo er als Nachfolger von Frank Hamilton Talbot Kurator für Fische am Australian Museum wurde. In den folgenden 30 Jahren vergrößerte Paxton die Fischsammlung des Australian Museum von 80.000 Exemplaren auf mehr als 1 Million. Damit entstand die drittgrößte Meeresfischsammlung der Welt und die größte in Australien. Anfang und Ende der 1970er Jahre wurde die Fischabteilung des Museums durch Douglass F. Hoese und Jeffrey Martin Leis, zwei weitere renommierte Fischkundler, verstärkt. Paxton führte das Wachstum der Fischsammlung auf eine Reihe von Faktoren zurück, darunter die Aufstockung des Personals, neue Sammeltechniken, die verstärkte Versuchsfischerei durch Fischereifahrzeuge und ein effizienteres System zur Registrierung der Sammlungen. 1997 umfasste die Fischsammlung des Australian Museum mehr als 450.000 registrierte juvenile oder adulte Exemplare und mehr als 500.000 Larven-Exemplare.
1981 riefen Paxton und Hoese die Indo-Pacific Fish Conference ins Leben, die seither alle vier Jahre stattfindet. Paxton ging 1998 in den Ruhestand, blieb aber als wissenschaftlicher Mitarbeiter (1998–2006), wissenschaftlicher Leiter (2006–2007) und leitender Mitarbeiter (2007–2023) am Museum tätig.
Paxton war Gründungsmitglied der Australian Society for Fish Biology und nahm häufig an den Jahreskonferenzen der Gesellschaft teil. Von 1976 bis 1977 war er der zweite Präsident der Gesellschaft, und wurde 1991 zum Ehrenmitglied auf Lebenszeit ernannt. 1997 wurde Paxton für seine Beiträge zur australischen Fischforschung mit dem K. Radway Allen Award ausgezeichnet.
Paxton unterrichtete in den 1970er Jahren einen Ichthyologie-Lehrgang an der Macquarie University und betreute einen Bachelor-, drei MSc- und vier PhD-Studenten. Er veröffentlichte mehr als 100 wissenschaftliche Arbeiten sowie zwei Auflagen des Nachschlagewerks Encyclopaedia of Fishes (1993, in Koautorenschaft mit William N. Eschmeyer), das unter dem Titel Enzyklopädie der Tierwelt: Fische in deutscher Übersetzung erschien. Paxton ist für seine Forschungen über die Familien der Laternenfische (Myctophidae) und der Walköpfe (Cetomimidae) bekannt, bei denen er zehn neue Arten und sieben neue Gattungen beschrieb. Zudem studierte er die Phylogenese der beiden Familien. Paxton beschrieb daneben elf neue Arten aus fünf anderen Familien: Anomalopidae (1), Congridae (7), Malacanthidae (1), Odacidae (heute Tribus Odacini in der Familie Labridae) (2) und Tetraodontidae (1). Darüber hinaus benannte er neue Gattungen in den Familien Anomalopidae (1), Congridae (1), Syngnathidae (1) und Tetraodontidae (1).
Paxton war mit der in Deutschland geborenen australischen Zoologin Hannelore Paxton verheiratet, die sich mit Vielborstern befasste.

## Dedikationsnamen
Nach Paxton sind die Unterfamilie Paxtoninae Fraser & Mabuchi, 2014, die beiden Gattungen Paxton Baldwin & Johnson, 1999 und Paxtonia Budaeva & Fauchald, 2011 sowie die Arten Bidenichthys paxtoni (Nielsen & Cohen, 1986), Branchiostegus paxtoni Dooley & Kailola, 1988, Careproctus paxtoni Stein, Chernova & Andriashev, 2001, Conocara paxtoni Sazonov, Williams & Kobyliansky, 2009, Corythoichthys paxtoni Dawson, 1977, Eustomias paxtoni Clarke, 2001, Foetorepus paxtoni (Fricke, 2000), Gigantactis paxtoni Bertelsen, Pietsch & Lavenberg, 1981, Harmothoe paxtoni Averincev, 1978, Nettenchelys paxtoni Karmovskaya, 1999, Ostracoberyx paxtoni Quéro & Ozouf-Costaz, 1991, Photonectes paxtoni Flynn & Klepadlo, 2012, Polyipnus paxtoni Harold, 1989, Pseudoscopelus paxtoni Melo, 2010, Rexichthys johnpaxtoni Parin & Astakhov, 1987, Setipinna paxtoni Wongratana, 1987, Torquigener paxtoni Hardy, 1983, Ventrifossa johnboborum Iwamoto, 1982 und Ventrifossa paxtoni Iwamoto & Williams, 1999 benannt.
Die Vielborsterarten Pelogenia paxtonae Pettibone, 1997, Nothria paxtonae Imajima, 1999, Australonuphis paxtonae De Leon-Gonzalez, Cornejo-Rodriguez & Degraer, 2008, Hirsutonuphis paxtonae Estrella-Ruiz, Hernández-Alcántara & Solís-Weiss, 2013 und Andiprion paxtonae Hints, Tonarová, Eriksson, Rubinstein & De la Puente, 2017 wurden nach seiner Frau benannt.

## Erstbeschreibungen von John R. Paxton
Gattungen
- Bolinichthys Paxton, 1972
- Cetichthys Paxton, 1989
- Danacetichthys Paxton, 1989
- Heraldia Paxton, 1975
- Idiolychnus Nafpaktitis & Paxton, 1978
- Lumiconger Castle & Paxton, 1984
- Notocetichthys Balushkin, Fedorov & Paxton, 1989
- Pelagocephalus Tyler & Paxton, 1979
- Rhamphocetichthys Paxton, 1989
- Protoblepharon Baldwin, Johnson & Paxton, 1997

Arten
- Branchiostegus serratus Dooley & Paxton, 1975
- Cetichthys parini Paxton, 1989
- Danacetichthys galathenus Paxton, 1989
- Diaphus impostor Nafpaktitis, Robertson & Paxton, 1995
- Diaphus kapalae Nafpaktitis, Robertson & Paxton, 1995
- Diaphus kora Nafpaktitis, Robertson & Paxton, 1995
- Diaphus wisneri Nafpaktitis, Robertson & Paxton, 1995
- Gnathophis castlei Karmovskaya & Paxton, 2000
- Gnathophis grahami Karmovskaya & Paxton, 2000
- Gnathophis macroporis Karmovskaya & Paxton, 2000
- Gnathophis melanocoelus Karmovskaya & Paxton, 2000
- Gnathophis microps Karmovskaya & Paxton, 2000
- Gnathophis nasutus Karmovskaya & Paxton, 2000
- Heraldia nocturna Paxton, 1975
- Lampadena notialis Nafpaktitis & Paxton, 1968
- Lampadena urophaos Paxton, 1963
- Lumiconger arafura Castle & Paxton, 1984
- Notocetichthys trunovi Balushkin, Fedorov & Paxton, 1989
- Odax cyanoallix Ayling & Paxton, 1983
- Pelagocephalus coheni Tyler & Paxton, 1979
- Protoblepharon rosenblatti Baldwin, Johnson & Paxton, 1997
- Rhamphocetichthys savagei Paxton, 1989
- Siphonognathus tanyourus Gomon & Paxton, 1986